# Luanheïta
La luanheïta és un aliatge mineral, que es troba d'aquesta manera a l'escorça terrestre. El seu nom fa referència al riu Luan (Luan He en xinès mandarí), província de Hebei, República Popular de la Xina, on fou descoberta. Fou descrita el 1984 per Shao Dianxin, Zhou Jianxiong, Zhang Jianhong i Bao Daxi.

## Característiques
La luanheïta és una amalgama d'argent i mercuri, de fórmula Ag₃Hg. És de color blanc llet en les reflexions, i negre en zones deslluïdes, i la seva lluentor és metàl·lica. La seva densitat és alta, de 12,5 g/cm³. Cristal·litza en el sistema hexagonal.
Segons la classificació de Nickel-Strunz, la luanheïta pertany a «01.AD - Metalls i aliatges de metalls, família del mercuri i amalgames» juntament amb els següents minerals: mercuri, belendorffita, kolimita, eugenita, moschellandsbergita, paraschachnerita, schachnerita, weishanita, amalgames d'or, potarita i altmarkita.

## Formació i jaciments
Se n'ha trobat en plaers que contenen or i altres elements, com ara plom, zinc, coure, mercuri, argent, cobalt i tel·luri.